# ジェラルド・R・ジョンソン
ジェラルド・リチャード・ジョンソン（Gerald Richard Johnson、1920年6月23日 - 1945年10月7日）は、アメリカ合衆国の飛行機操縦士であり、第二次世界大戦中、アメリカ陸軍航空隊のエースパイロットとして活躍した。第9戦闘飛行隊と第49戦闘群を指揮した。第二次世界大戦中の太平洋地域における戦闘機エースの第4位となり、生涯で22機を撃墜した。

## 若年期
ジョンソンはオハイオ州アクロン近郊のケンモア(Kenmore)で1920年6月23日に生まれた。5人兄弟のうちの1人であり、ハロルド・ビクター・ジョンソン・ジュニアと双子だった。1936年、一家はオレゴン州ユージーンに引っ越した。1938年にユージーン高校を卒業した後、1940年の夏にはオレゴン州農務省の係員として働いた。
1944年6月1日にバーバラ・ホール(Barbara Hall)と結婚した。

## 軍歴
1941年にルーク基地の陸軍航空士官候補生プログラムに参加し、同年秋に航空士の資格を得て、少尉に任命された。

### 第二次世界大戦

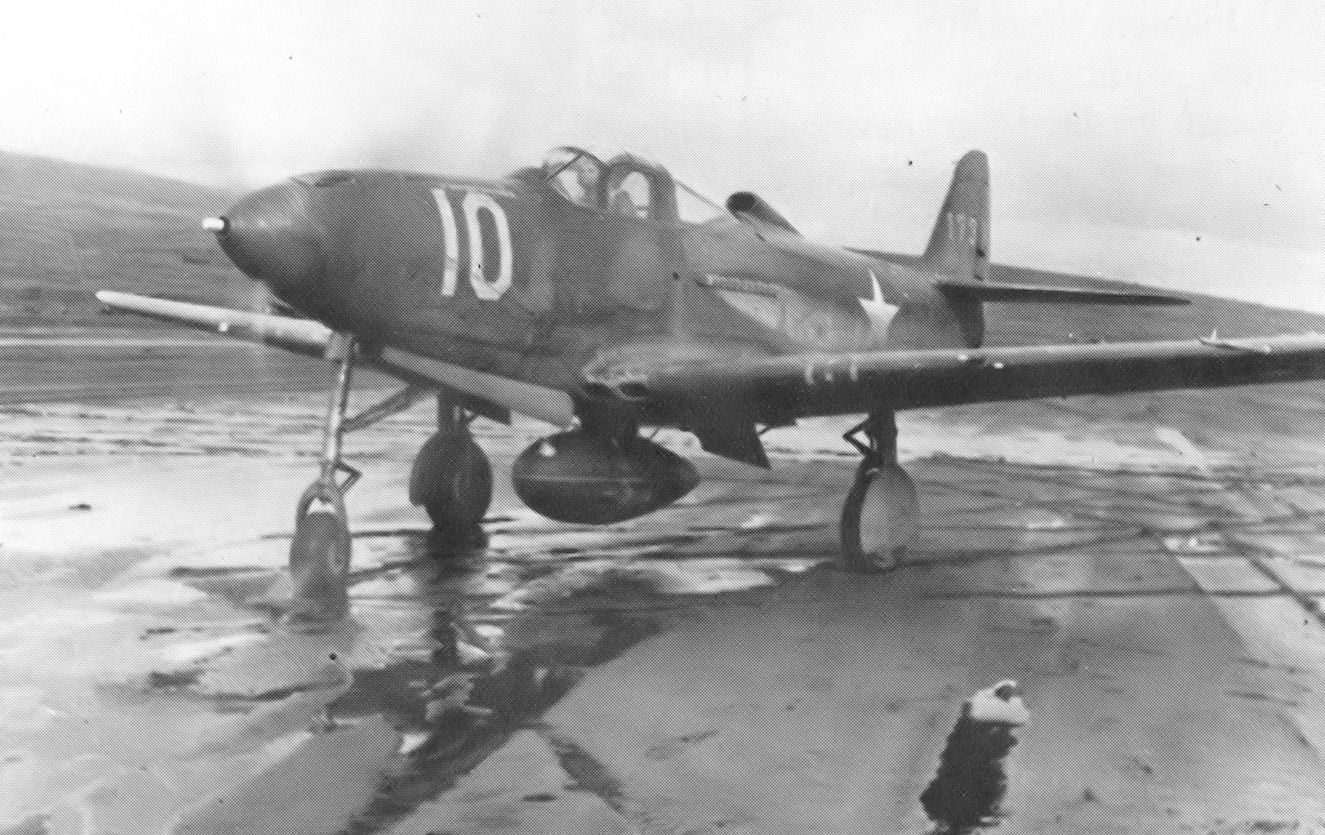
第54戦闘群のP-39（アラスカ州アダックにて）

1941年11月から1943年2月まで、ワシントン州エバレットの第54追撃群第57追撃飛行隊に配属された。1942年6月から10月まで戦闘群とともにアラスカに赴任し、P-39 エアコブラやP-40 ウォーホークを操縦した。アラスカでは、P-39で58回の戦闘任務を遂行した。なお、ジョンソンはアラスカで2機の撃墜を報告しているが、これは公式の撃墜記録には含められていない。
1943年2月から4月まで、カリフォルニア州オンタリオ陸軍飛行場の第329戦闘群第332戦闘飛行隊に所属した。その後、オーストラリアに渡り、第5空軍第49戦闘群に配属され、P-38 ライトニングに搭乗した。ジョンソンは自分のP-38を、恋人（後の妻）の名前から「バーバラ」と名付けた。7月23日、ニューギニアのマーカム・バレー上空で日本の一式戦闘機と三式戦闘機を撃墜し、初めて空中戦で勝利を収めた。1943年8月、第9戦闘飛行中隊の大尉に昇進した。

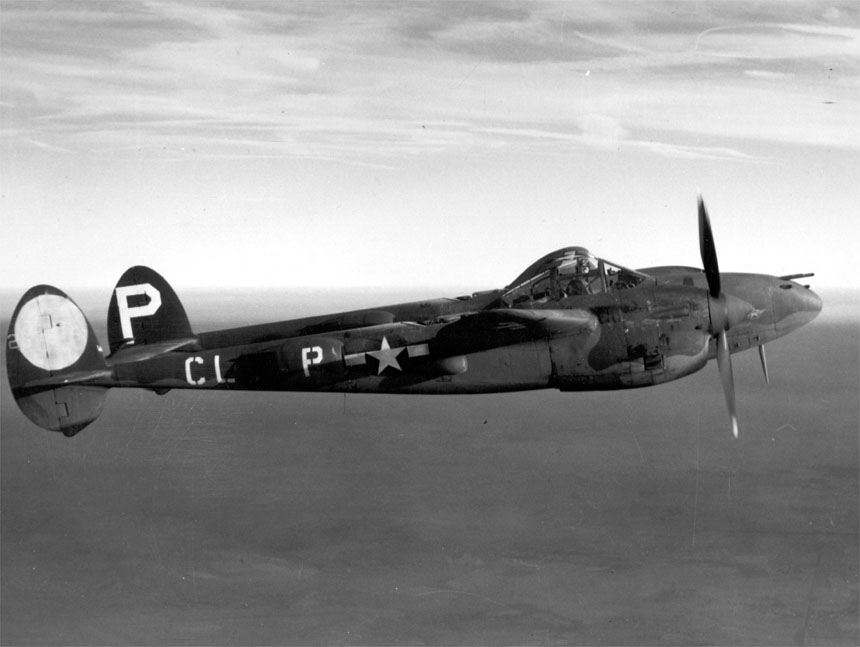
P-38ライトニング

1943年10月15日、オロ湾で連合軍の船を護衛していたジョンソンは、第348戦闘群の他の航空機と共に20機の日本軍機を迎撃した。その際、ジョンソンの編隊のうちの1機が補助燃料タンクを落とせなくなり、もう1機が過給機を爆発させてしまった。戦闘不能となったこれらの機体は護送され、ジョンソンら数機が戦場に残った。ドッグファイトの最中、ジョンソンは僚機の背後から敵機を追いかけて破壊した。その後、ジョンソンの機体は敵の攻撃を受けた。ジョンソンの激しい銃撃により、日本軍の戦闘機の主翼が引きちぎられて急降下し、その際、ジョンソンの左舷テールブームの部品が引きちぎられた。ジョンソンは何とか自機のコントロールを回復し、残った僚機に護衛されて基地に戻った。ジョンソンはこの日、一式戦闘機1機と九九式艦上爆撃機2機を撃墜した。ジョンソンは敵の編隊を分散させ、目標から逸らすことに成功した。この日、ジョンソンは3機を撃墜してエース・パイロットとなったが、その代償として自機が犠牲になった。その英雄的な行動により、1つ目の殊勲十字章を受けた。
B-17 フライングフォートレスの護衛をしていたとき、B-17に集中してジョンソンの射線上を真っ直ぐ飛んできた日本機1機を撃墜した。さらに、別の敵機の背後に回り込んで撃墜した。10月、ジョンソンは少佐に昇進し、1943年10月から1944年1月まで第9戦闘飛行隊の司令官を務めた。

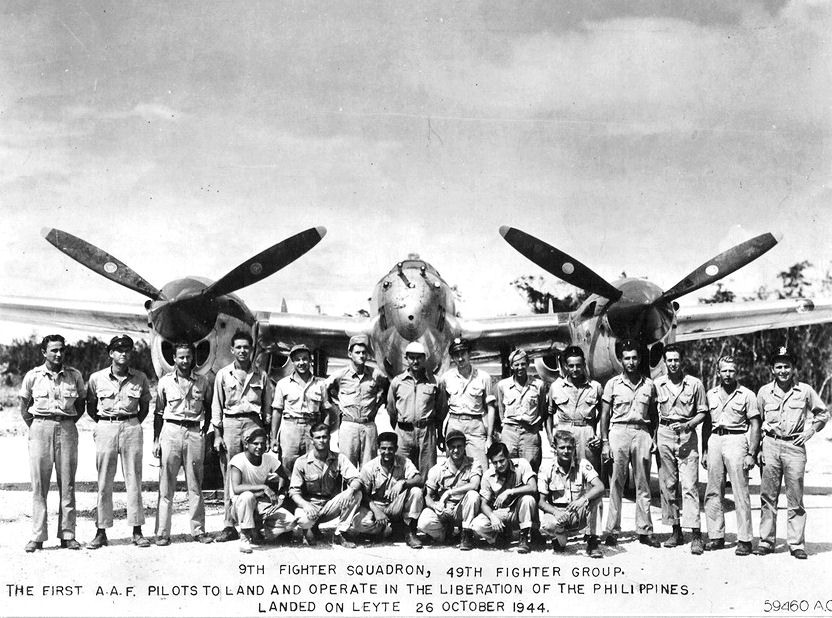
アメリカ空軍のパイロットが初めてフィリピンに上陸して活動したことを記念して、P-38ライトニングの前でポーズをとる第9戦闘飛行隊のパイロットたち（1944年10月）

1943年11月15日、ジョンソンはP-38に乗って、基地に帰還中のオーストラリア空軍のCA-12 ブーメラン2機とP-40 ウォーホーク2機の編隊を攻撃した。ジョンソンは、ロバート・マッコル・スチュワート空軍准尉が操縦するCA-12（シリアルナンバーA46-136）を撃墜したが、スチュワートは生還した。その後、ジョンソンのP-38には、日本軍機の撃墜を示す旭日旗に混じって、CA-12の撃墜を示すオーストラリア国旗が描かれた。

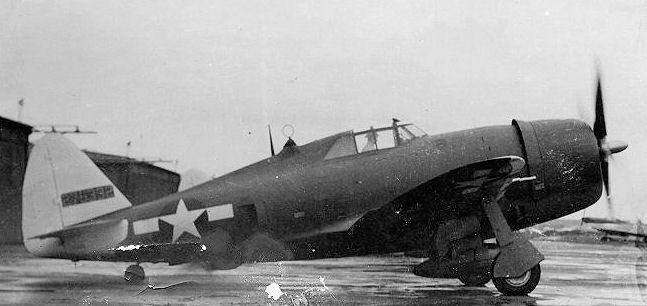
P-47サンダーボルト

1943年末、第9戦闘飛行隊は、ラバウルでの空中戦で損失を被ったが、ロッキード社がP-38の代替機をすぐに出荷できなかったことから、リパブリック社のP-47 サンダーボルトを導入した。ジョンソンはP-47に乗って、三式戦闘機と零式艦上戦闘機（零戦）を撃墜した。合計11回の空中戦で勝利を収めた後、3か月間の休暇のためアメリカに帰国し、その間に恋人のバーバラと結婚した。
1944年10月に休暇を終え、フィリピンのレイテ島タクロバンに開かれたばかりの飛行場にP-38で着陸した。この滑走路は、日本軍が、レイテ島でのアメリカ軍の足場を破壊しようと、昼夜を問わず攻撃していた。その4時間後、ジョンソンはボルネオ島のバリクパパン上空で2機の敵機を撃墜した。その3日後には、フィリピンの戦いに向けてさらに2機の敵機を撃墜した。
1945年春、クラーク飛行場を占拠した第49戦闘群は、地上支援の役割に専念していた。彼らは特にナパーム弾を投下して日本軍の施設を破壊することで、米軍のルソン島への侵攻を不要にすることに成功した。

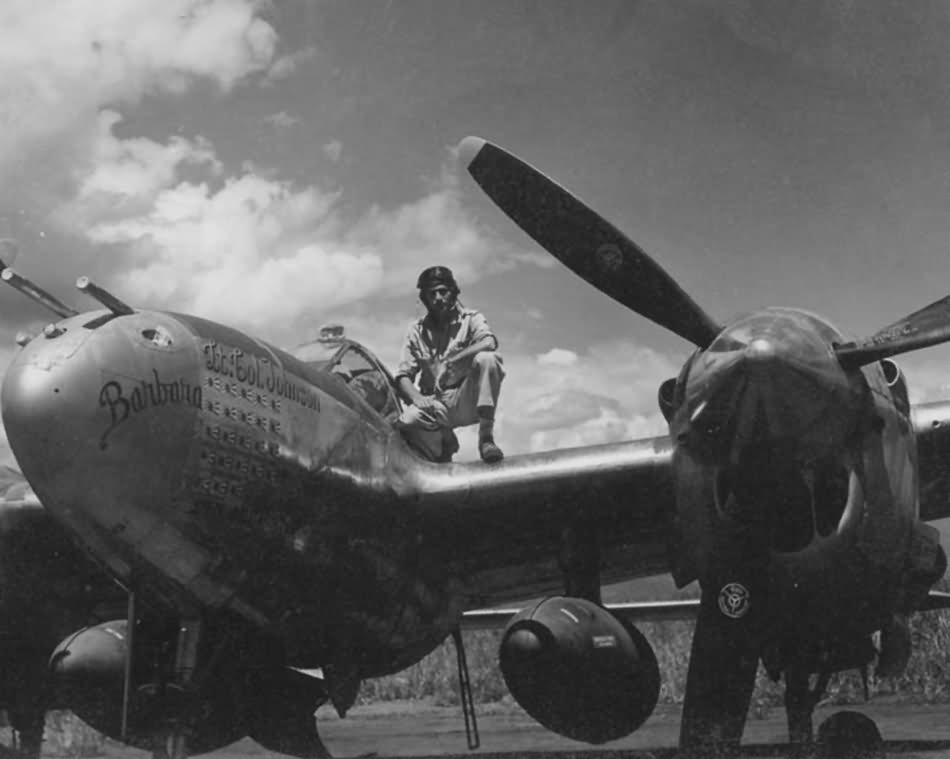
自分のP-38に乗ったジョンソン

第一次世界大戦休戦記念日の11月11日にはオルモック湾上空でさらに2機の零戦を撃墜、真珠湾攻撃3周年の12月7日にはセブ島上空で一式戦闘機3機と一〇〇式重爆撃機1機を撃墜し、2度目の殊勲十字章を受章した。これらの勝利により、ジョンソンは合計21回の空中戦勝利を収め、クワドロプル・エースとなり、中佐に昇進した。1945年3月まで第49戦闘群の副司令官を務めた。
ジョンソンは、1945年3月から7月まで第49戦闘群司令官を務め、アメリカ空軍で最年少の大佐となった。4月2日、香港上空で戦闘機を掃射した二式単座戦闘機を撃墜し、最後の空中戦勝利を収めた。
第二次世界大戦中、ジョンソンは合計265回の戦闘任務に就いた。P-38 ライトニングで20機、P-47 サンダーボルトで2機、合計22機の敵機を空中戦で撃墜した。

## 死去
第二次世界大戦終結の数週間後、ジョンソンは日本の厚木基地の司令官に任命された。
1945年10月7日、ジョンソンはB-17で厚木基地へ向かっていたが、途中で燃料不足による緊急脱出（ベイルアウト）の警告が出た。しかし、1人パラシュートを持ってくるのを忘れていた者がいたため、ジョンソンは自分のパラシュートを渡して他の乗組員を脱出させ、自らは飛行機とともに墜落した。脱出した乗組員は全員救出された。
ジョンソンは死後、その英雄的行為によりソルジャーズメダルを受章した。ジョンソンの遺体は見つかっておらず、ハワイの国立太平洋記念墓地にあるホノルル記念館の「行方不明者の碑」にその名前が記載されている。第二次世界大戦中に第5空軍司令官だったジョージ・ケニー中将は、ジョンソンの父親に対して、「あなたは、私が知る限り最も勇敢な男の父親だ。彼が行った最も勇敢なことは、勇敢である必要がないときに行った最後の行動である」と語った。
アメリカ軍が接収していた埼玉県の入間川飛行場は、彼に敬意を表してジョンソン基地に改名された。ジョンソン基地のアメリカ軍は1970年代に横田基地へ移転し、1978年にジョンソン基地は日本に全面返還された。基地の隣接地に米軍軍属のために作られた住宅地は、1990年代にかつての「米軍ハウス」の雰囲気を残した住宅地として再開発され、町の名前は「ジョンソン・タウン」と命名された。

## 賞と栄誉
ジョンソンは以下の賞を受賞している。
|                         |  |                                                                             |
| Bronze oak leaf cluster |  |                                                                             |
| Silver oak leaf cluster |  | Silver oak leaf cluster · Silver oak leaf cluster · Bronze oak leaf cluster |
|                         |  | Silver star · Bronze star · Bronze star · Bronze star · Bronze star         |
|                         |  | Bronze star · Bronze star                                                   |

| アメリカ陸軍航空軍 パイロット徽章 |                    |                          |
| 殊勲十字章                        | シルバースター     | レジオン・オブ・メリット |
| 殊勲飛行十字章                    | ソルジャーズメダル | エア・メダル             |
| アメリカ国防従軍章                | アメリカ従軍章     | アジア・太平洋従軍章     |
| 第二次世界大戦戦勝章              | 進駐軍記章         | フィリピン解放章         |

| Bronze oak leaf cluster · Bronze oak leaf cluster · Bronze oak leaf cluster |

| アメリカ合衆国大統領部隊感状 | アメリカ合衆国大統領部隊感状 | アメリカ合衆国大統領部隊感状 | アメリカ合衆国大統領部隊感状 | アメリカ合衆国大統領部隊感状 | アメリカ合衆国大統領部隊感状 | フィリピン共和国大統領部隊表彰 | フィリピン共和国大統領部隊表彰 | フィリピン共和国大統領部隊表彰 | フィリピン共和国大統領部隊表彰 | フィリピン共和国大統領部隊表彰 | フィリピン共和国大統領部隊表彰 |

## 撃墜記録
この表のデータはNewtonとSenning (1978)による。
| 年月日         | 撃墜機数 |
| -------------- | -------- |
| 1943年7月26日  | 2        |
| 1943年9月2日   | 1        |
| 1943年10月15日 | 3        |
| 1943年10月23日 | 1        |
| 1943年11月2日  | 2        |
| 1943年12月10日 | 1        |
| 1944年1月18日  | 1        |
| 1944年10月14日 | 2        |
| 1944年10月27日 | 2        |
| 1944年11月11日 | 2        |
| 1944年12月7日  | 4        |
| 1945年4月2日   | 1        |